# Архиепархия Сантьяго-дель-Эстеро
Архиепархия Сантьяго-дель-Эстеро (лат. Archidioecesis Sancti Iacobi de Estero) — архиепархия Римско-католической церкви с центром в городе Сантьяго-дель-Эстеро, Аргентина. Архиепархия Сантьяго-дель-Эстеро входит в митрополию Тукумана. Кафедральным собором архиепархии Сантьяго-дель-Эстеро является церковь Пресвятой Девы Марии Кармельской.

## История
25 марта 1907 года Папа Римский Пий X издал буллу «Ea est in quibusdam», которой учредил епархию Сантьяго-дель-Эстеро, выделив её из епархии Тукумана (сегодня — архиепархия Тукумана). Первоначально епархия Сантьяго-дель-Эстеро являлась суффраганной по отношению к архиепархии Буэнос-Айреса.
20 апреля 1934 года епархия Сантьяго-дель-Эстеро вошла в состав церковной провинции Параны.
11 февраля 1957 года епархия Сантьяго-дель-Эстеро стала суффраганной по отношению к архиепархии Тукумана.
10 апреля 1961 года епархия Сантьяго-дель-Эстеро передала часть своей территории для образования епархии Аньятуи.
22 июля 2024 года епархия Сантьяго-дель-Эстеро была возведена в ранг архиепархии и резиденции примаса.

## Ординарии архиепархии
- епископ Juan Martín Yáñez (Janiz) y Paz (7.02.1910 — 6.04.1926);
- епископ Audino Rodríguez y Olmos (7.07.1927 — 3.11.1939), назначен архиепископом Сан-Хуана-де-Куйо;
- епископ José Weimann, C.SS.R.[3] (1.08.1940 — 31.03.1961);
- епископ Manuel Tato (11.07.1961 — 12.08.1980);
- епископ Manuel Guirao (20.01.1981 — 23.11.1994);
- епископ Gerardo Eusebio Sueldo (23.11.1994 — 4.09.1998);
- епископ Juan Carlos Maccarone (18.02.1999 — 19.08.2005);
- епископ Francisco Polti Santillán (17.05.2006 — 23.12.2013);
- кардинал Висенте Бокалич Иглич, C.M. (с 23 декабря 2013 года).